# Episodi di Balko (quarta stagione)
La quarta stagione della serie televisiva Balko è stata trasmessa in anteprima in Germania dalla RTL Television tra il 1º ottobre 1998 e il 6 maggio 1999.
| nº | Titolo originale              | Titolo italiano | Prima TV Germania | Prima TV Italia |
| -- | ----------------------------- | --------------- | ----------------- | --------------- |
| 1  | Balko rettet die Welt         |                 | 1º ottobre 1998   |                 |
| 2  | Der Clown                     |                 | 8 ottobre 1998    |                 |
| 3  | Knochenjob                    |                 | 22 ottobre 1998   |                 |
| 4  | Null Toleranz                 |                 | 29 ottobre 1998   |                 |
| 5  | Jagd auf die Jäger            |                 | 5 novembre 1998   |                 |
| 6  | Taxidriver                    |                 | 12 novembre 1998  |                 |
| 7  | Augen in der Nacht            |                 | 19 novembre 1998  |                 |
| 8  | Zugzwang                      |                 | 26 novembre 1998  |                 |
| 9  | Verkaufte Unschuld            |                 | 18 marzo 1999     |                 |
| 10 | Dinojagd                      |                 | 25 marzo 1999     |                 |
| 11 | Der Mönch mit der Todeskralle |                 | 1º aprile 1999    |                 |
| 12 | Erst erben, dann sterben      |                 | 8 aprile 1999     |                 |
| 13 | Tödliche Nachbarschaft        |                 | 15 aprile 1999    |                 |
| 14 | Mord unter Palmen             |                 | 22 aprile 1999    |                 |
| 15 | Baby-Stress                   |                 | 29 aprile 1999    |                 |
| 16 | Höllenfahrt                   |                 | 6 maggio 1999     |                 |